# Eugenia madugodaense
Eugenia madugodaense là một loài thực vật có hoa trong Họ Đào kim nương. Loài này được Kosterm. mô tả khoa học đầu tiên năm 1981.